# Даджжаль
Даджжа́ль (Даджаль, Дадджаль, Даджал, Даджжал; араб. الدجّال‎ —  «обманщик»‎) — в исламской традиции: лжемессия, аналогичный образу Антихриста в христианстве. Его появление является одним из признаков приближающегося Конца света. Его называют также аль-Масих аль-Каззаб (المسيح الكذاب‎) и аль-Маси́х ад-Даджжа́ль (المسيح الدجّال‎, «Лжемессия»).

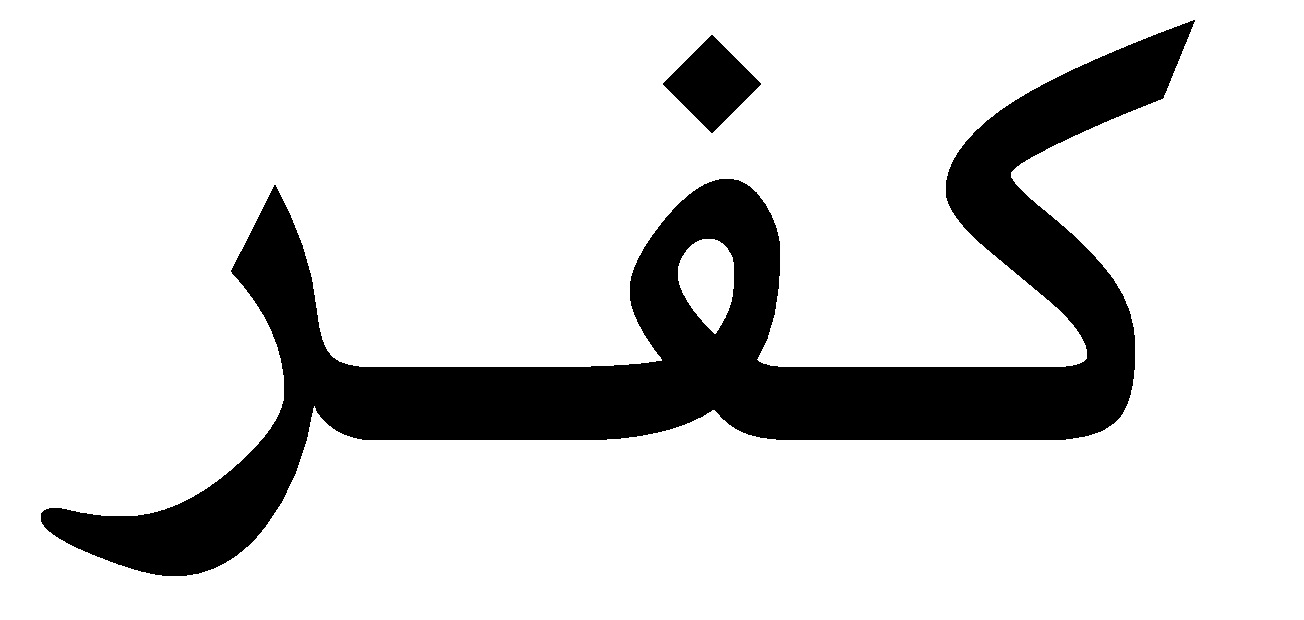
Арабские буквы кяф-фа-ра, означающие «неверие»

## История
В Коране Даджжаль не упоминается, но часто упоминается в хадисах пророка Мухаммеда и в сказаниях о грядущем «конце света» (фитан малахим). Даджжаль связан с Иблисом и будет последним искусителем людей перед концом света. Он будет выдавать себя за настоящего мессию — Ису (Иисуса) или Махди. Во время своего вознесения (мирадж) Мухаммад старался лучше рассмотреть пророка Ису, чтобы не перепутать его с Даджжалем.
Даджжаль будет одноглазым, краснокожим, широкотелым, и у него будут кучерявые волосы. На лбу у него — буква кяф или всё слово кафир («неверующий»).
Даджжаль появится перед концом света с востока на огромном осле. Он сумеет подчинить своей тиранической власти весь мир, кроме Мекки и Медины, за ним последуют все неверующие и лицемеры. Он будет претендовать на божественность, будет способен творить чудеса, которые на самом деле будут ложными. В одном из хадисов о Даджжале пророк Мухаммед говорит: «У него будет вода и огонь. Но его огонь — это (вкусная) вода. А его вода на самом деле — это низвергающийся огонь. Кто из вас застанет эти события, пусть примет то, что он представляет как огонь. Ведь на деле это вкусная и прохладная вода». Он сможет даже оживлять мёртвых и передвигаться с очень большой скоростью. Иллюзию этих лжечудес будут создавать дьяволы.
Его царствование будет длиться 40 дней. Мусульмане будут сражаться против Даджжаля и его войск. В конечном итоге спустившиеся с небес пророк Иса и Махди победят и убьют его.
Мусульманское представление о Даджжале восходит к раннехристианскому образу. В доисламской Аравии термин даджжал обозначал такие понятия, как «лжепророк» или «лжесвидетель». Во времена пророка Мухаммада так называли иудея-прорицателя из Медины Ибн Сайяда, а позднее — прорицателя Шикку. Затем, вероятно, под влиянием более тесного знакомства с христианской эсхатологией образ Даджжаля занял одно из главных мест в исламских эсхатологических сказаниях.